# Collinsia (plant)
Collinsia is een geslacht van eenjarige planten uit de weegbreefamilie (Plantaginaceae).
Het geslacht komt van nature voor in Noord-Amerika, en is genoemd naar Zacchaeus Collins, een botanicus uit Philadelphia aan het eind van de achttiende eeuw.
Het geslacht bevat ongeveer tweehonderd soorten, waarvan de meeste in Californië voorkomen.
Twee soorten, Collinsia parviflora (Smallflower Blue-eyed Mary) en Collinsia violacea (Violet Blue-eyed Mary), werden door de indianen medicinaal gebruikt.
Een aantal soorten:
- Collinsia antonina
- Collinsia bartsiifolia
- Collinsia callosa
- Collinsia childii
- Collinsia concolor
- Collinsia corymbosa
- Collinsia grandiflora
- Collinsia greenei
- Collinsia heterophylla
- Collinsia linearis
- Collinsia multicolor
- Collinsia parryi
- Collinsia parviflora
- Collinsia parvula
- Collinsia rattanii
- Collinsia sparsiflora
- Collinsia tinctoria
- Collinsia torreyi
- Collinsia verna
- Collinsia violacea

Acanthorrhinum · 
Achetaria · 
Adenosma · 
Albraunia · 
Amphianthus · 
Anarrhinum · 
Angelonia · 
Antirrhinum (Leeuwenbek) · 
Aragoa · 
Artanema · 
Asarina · 
Bacopa · 
Basistemon · 
Benjaminia · 
(Besseya) · 
Bougueria · 
Brookea · 
Bryodes · 
Bythophyton · 
Callitriche (Sterrenkroos) · 
Campylanthus · 
Chaenorhinum (Kierleeuwenbek) · 
Chelone (Schildpadbloem) · 
(Chionohebe) · 
Chionophila · 
(Cochlidiosperma) · 
Collinsia · 
(Conobea) · 
Cymbalaria · 
(Detzneria) · 
Digitalis (Vingerhoedskruid) · 
Dintera · 
Dizygostemon · 
Dopatrium · 
Ellisiophyllum · 
Encopella · 
Epixiphium · 
Erinus · 
Galvezia · 
Gambelia · 
Geochorda · 
Globularia (Kogelbloem) · 
Gratiola · 
Hebe · 
Hemiphragma · 
Herpestis · 
Hippuris · 
Holmgrenanthe · 
Holzneria · 
Howelliella · 
Hydrotriche · 
(Isoplexis) · 
Kashmiria · 
Keckiella · 
Kickxia (Stoppelleeuwenbek) · 
Lafuentea · 
Lagotis · 
Limnophila · 
Limosella · 
Linaria (Vlasleeuwenbek) · 
Littorella · 
Lophospermum · 
Mabrya · 
Maurandella · 
Maurandya · 
Mecardonia · 
Melosperma · 
Microcarpaea · 
Misopates · 
Mohavea · 
Monocardia · 
Monopera · 
Monttea · 
Neogaerrhinum · 
(Neopicrorhiza) · 
Nothochelone · 
Nuttallanthus · 
Otacanthus · 
Ourisia · 
Paederota · 
(Parahebe) · 
Penstemon (Penstemon) · 
Philcoxia · 
Picria · 
Picrorhiza · 
Plantago (Weegbree) · 
Poskea · 
Psammetes · 
Pseudorontium · 
Rhodochiton · 
Russelia · 
Sairocarpus · 
Schistophragma · 
Schweinfurthia · 
Scoparia · 
Scrofella · 
Sibthorpia · 
Stemodia · 
(Synthyris) · 
Tetranema · 
Tetraulacium · 
Tonella · 
Uroskinnera · 
Veronica (Ereprijs) · 
Veronicastrum · 
Wulfenia · 
Wulfeniopsis